# Iwona Okrasa
Iwona Okrasa (ur. 13 lutego 1984) – polska piłkarka.
Zawodniczka AZS Wrocław, z którym w latach 2001–2007 siedmiokrotnie wywalczyła Mistrzostwo Polski, dwukrotnie Puchar Polski (2002/2003, 2003/2004) i jego finał (2001/2002 i 2005/2006). Rozegrała 19 spotkań w sześciu pierwszych edycjach Pucharu UEFA kobiet, zdobywając 1 gola.
W reprezentacji Polski debiutowała 17 marca 2005, rozegrała 3 mecze. Uczestniczka eliminacji do Mistrzostw Świata 2007. W kadrze U-18 14 gier.